# Marcos Kaplan Efron
Marcos Kaplan Efron (Buenos Aires, Argentina, 1927 - México, 11 de febrero de  2004) fue un sociólogo argentino.

## Biografía
Kaplan Efron fue un destacado analista de los sistemas políticos de América Latina. Obtuvo en la Universidad de Buenos Aires [cita requerida] En 1967 emigra a México, país donde vivió hasta su fallecimiento, trabajando en la Coordinación de Humanidades y es investigador del Instituto de Investigaciones Jurídicas de la Universidad Nacional Autónoma de México.
Ha escrito vestido libros entre ellos El narcotráfico latinoamericano y los derechos humanos (1993), El sistema mundial en la era de la incertidumbre (1994), Crisis y futuro de la empresa pública (1994) y Universidad nacional, sociedad y desarrollo (1996)...